# Hydrobaenus hidakaefea
Hydrobaenus hidakaefea är en tvåvingeart som beskrevs av Sasa och Suzuki 2000. Hydrobaenus hidakaefea ingår i släktet Hydrobaenus och familjen fjädermyggor. Inga underarter finns listade i Catalogue of Life.